# Кірячок Наталія Василівна
Кірячок Наталія Василівна (Трикаш), (13 серпня 1982, Сагайдак, Полтавської області) — українська поетка, прозаїк. Член Національної спілки письменників України з 2012 року. З 2015 року — Голова Полтавської обласної організації НСПУ.

## Біографія
Кірячок Наталія Василівна отримала вищу освіту на філологічному факультеті Полтавського державного педагогічного університету імені В. Г. Короленка у 2005 році.
З того ж року працювала в апараті Полтавської обласної організації Національної спілки письменників України (НСПУ).
Наталія Василівна є лауреаткою фестивалю-конкурсу молодих поетів Полтавщини «Поетичні зорі — 2004», учасницею Всеукраїнської наради молодих літераторів у Коктебелі (2005), мистецького об'єднання «Сходи» та літературного гурту «Знак чотирьох».
Її поетичні твори друкувалися на шпальтах обласних періодичних видань:
2005 — збірник кращих творів молодих поетів Полтавщини «Поетичні зорі — 2004» (Полтава),
2006 — альманаху кращих творів учасників Всеукраїнської наради молодих літераторів «Коктебель — 2005: зорі над морем» (Біла Церква),
2007, 2008, 2010 — альманаху молодих полтавських авторів «Острови» (Полтава),
2012 — антології сучасної жіночої поезії Полтавщини «Вишнева повінь» (Полтава).
Н. В. Кіричок є авторкою збірки поезій «Вертикаль» (Полтава, 2009).
З 2012 року Член Національної спілки письменників України.
У травні 2015 року Наталія Василівна обрана головою Полтавської обласної організації НСПУ.

## Твори
- Трикаш Н. Вертикаль / Н. Трикаш. — Полтава, 2009. — 72 с.
- Трикаш Н. […навчишся мовчати]: вірш / Н. Трикаш // Літературна Україна. — 2015. — 1 жовт. — С. 8.
- Трикаш Н. Вчителька: новела / Н. Трикаш // Зоря Полтавщини. — 2010. — 18 серп. — С. 3.
- Трикаш Н. Вчителька: оповідання: [зокрема, подані короткі відомості про автора] / Н. Трикаш // Рідний край. — 2010. — № 2 (23). — С. 27–28.
- Трикаш Н. Вчителька: оповідання: [зокрема, подані короткі відомості про автора] / Н. Трикаш // Рідний край. — 2010. — № 2 (23). — С. 27–28
- Трикаш Н. Гра у чотири руки: зі збірки «Вертикаль» / Н. Трикаш // Зоря Полтавщини. — 2012. — 28 берез. — С. 3.
- Трикаш Н. Просто собою бути… : [поезія] / Н. Трикаш // Зоря Полтавщини. — 2006. — 19 лип. — С. 3.
- Трикаш Н. Те, що було до: [вірші] / Н. Трикаш // Зоря Полтавщини. — 2009. — 9 верес. — С. 3.
- Наталія Трикаш // Вишнева повінь: антологія сучасної жіночої поезії Полтавщини. — Полтава, 2012. — С. 391—399.
- Наталія Трикаш // Острови: альманах молодих полтавських авторів. — Полтава, 2007. — С. 157—163.
- Наталія Трикаш // Острови — 2 : альманах молодих полтавських авторів. — Полтава, 2008. — С. 94–105.
- Наталія Трикаш // Острови: альманах молодих полтавських авторів. — Полтава, 2010. — Вип. 3. — С. 66–73.